# Pascal (enhet)
Enheten pascal (Pa) är SI-enheten för tryck, uppkallad efter den franske fysikern Blaise Pascal. 1 Pa = 1 N/m². Även om bar också är en mycket gångbar måttenhet är pascal standardmåttet i svensk industri. Enheten pascal används i ofta i form av kilopascal [kPa] eller hektopascal [hPa]. Det senare används speciellt inom meteorologi, då den tidigare benämningen millibar (som är samma sak) togs ur bruk för bättre SI-anpassning. En pascal skrivs följaktligen 0,001 kPa eller 0,01 hPa istället för 1 Pa, och en bar är 100 000 Pa, vilket är mycket nära en (standard) atmosfär som är 101 325 pascal, eller 1,01325 bar.
För mätning av blodtryck används som mätenhet vanligen mmHg. kPa har föreslagits men har inte fått någon väsentlig spridning.
Inom materialvetenskap och teknik mäter pascal materialets styvhet, draghållfasthet och tryckhållfasthet. I teknik är megapascal [MPa] (1 000 000 Pa) den föredragna enheten för dessa användningsområden, eftersom pascal representerar en mycket liten mängd.
Enheten används även för storheterna mekanisk spänning och elasticitetsmodul, som har samma dimension.

## Definition
1 pascal (Pa) = 1 N/m2 = 1 kg/(m·s2)
| Omvandlingstabell för tryckenheter | Omvandlingstabell för tryckenheter | Omvandlingstabell för tryckenheter | Omvandlingstabell för tryckenheter | Omvandlingstabell för tryckenheter | Omvandlingstabell för tryckenheter | Omvandlingstabell för tryckenheter | Omvandlingstabell för tryckenheter |
| v • r                              | Pascal                             | bar (a)                            | Atmosfär                           | Teknisk atmosfär                   | Torr                               | Skålpunds-kraft per kvadrattum     | cm vattenpelare                    |
| v • r                              | [Pa]                               | [bar]                              | [atm]                              | [at]                               | [Torr]≈[mmHg]                      | [psi]                              | [cmH2O]                            |
| ---------------------------------- | ---------------------------------- | ---------------------------------- | ---------------------------------- | ---------------------------------- | ---------------------------------- | ---------------------------------- | ---------------------------------- |
| 1 Pa                               | ≡ 1 N/m2                           | 10−5                               | 9,8692×10−6                        | 1,0197×10−5                        | 7,5006×10−3                        | 145,04×10−6                        | 0,0101972                          |
| 1 bar (a)                          | 100 000                            | ≡ 106 dyn/cm2                      | 0,98692                            | 1,0197                             | 750,06                             | 14,5037744                         | 1019,72                            |
| 1 atm                              | 101 325                            | 1,01325                            | ≡ 1 atm                            | 1,0332                             | 760                                | 14,696                             | 1033,23                            |
| 1 at                               | 98 066,5                           | 0,980665                           | 0,96784                            | ≡ 1 kgf/cm2                        | 735,56                             | 14,223                             | 1000,02                            |
| 1 Torr                             | 133,322                            | 1,3332×10−3                        | 1,3158×10−3                        | 1,3595×10−3                        | ≡ 1 Torr; ≈ 1 mmHg                 | 19,337×10−3                        | 1,35951                            |
| 1 psi                              | 6,894×103                          | 68,948×10−3                        | 68,046×10−3                        | 70,307×10−3                        | 51,715                             | ≡ 1 lbf/tum2                       | 70,3072                            |
| 1 cmH2O                            | 98,0665                            | 0,980665×10−3                      | 0,967838×10−3                      | 9,99984×10−4                       | 0,73556                            | 0,0142233                          | ≡ 1 cmH2O                          |

| Omvandlingstabell | Omvandlingstabell  |
| Enhet             | Motsvarighet i kPa |
| ----------------- | ------------------ |
| Bar               | 100                |
| Psi               | 6,894              |
| mmHg              | 0,133              |
| mmVp              | 0,00980665         |
| mVp               | 9,80665            |
| atm               | 101,325            |